# Christian Julius Wilhelm Schiede
Christian Julius Wilhelm Schiede (Kassel, 3 febbraio 1798 – Messico, 1836) è stato un botanico e medico tedesco.

## Biografia
Studiò scienze naturali e medicina a Berlino e Gottinga, dove conseguì il dottorato nel 1825. Successivamente lavorò come medico a Kassel.
Nel 1828 Schiede emigrò in Messico, accompagnato da Ferdinand Deppe (1794-1861), un naturalista tedesco con precedenti esperienze nel paese. I due scienziati ebbero intenzione di raccogliere campioni zoologici e botanici, che furono poi venduti a musei e rivenditori d'Europa. Nel luglio del 1828 si stabilirono a Jalapa dove svolsero delle escursioni scientifiche in tutto lo Stato di Veracruz. 
Anche se vendevano le sue collezioni ai musei di Berlino e Vienna, i soldi guadagnati furono insufficienti per continuare le loro operazioni, così i due furono costretti ad abbondare la loro impresa alla fine del 1830. Christian Schiede morì in Messico nel 1836 all'età di 38 anni.
I generi Schiedeella e Schiedea sono un omaggio al suo nome.

## Pubblicazioni
- Über Bastarde im Pflanzenreich, 1824.
- Schiede, C. J. W. De plantis hybridis sponte natis (1825) on BioLib
- Befruchtung der pflanzen, 1825.
- De plantis Mexicanis a G. Schiede (1830-1844); con Diederich Franz Leonhard von Schlechtendal, Ferdinand Deppe e Adelbert von Chamisso.
- Bibliography on World.Cat

## Opere
1. ↑  CRC world dictionary of plant names. 4. R - Z by Umberto Quattrocchi Schiedea & Schiedeella.
2. ↑  Beolens, Bo; Watkins, Michael; Grayson, Michael (2011). The Eponym Dictionary of Reptiles. Baltimore: Johns Hopkins University Press. xiii + 296 pp. ISBN 978-1-4214-0135-5. ("Schiede", p. 235).